# Close-Up (1990)
Close-Up (persisch نمای نزدیک, Nema-ye Nazdik)  ist ein iranischer Film mit teils dokumentarischem, teils fiktivem Charakter aus dem Jahr 1990. Grundlage für den Regisseur Abbas Kiarostami war eine Reportage in einer Zeitschrift, der zufolge der arbeitslose Drucker und Cineast Sabzian sich bei einer reichen Familie als berühmter Filmregisseur (Mohsen Makhmalbaf) ausgegeben habe und als Betrüger vor ein Gericht gestellt worden sei. Kiarostami setzt diesen Plot für seinen Film um und lässt dabei Teile der Handlung durch die tatsächlichen Akteure nachspielen.

## Handlung
Der Film beginnt mit einer Art Rahmenhandlung, in welcher der Journalist Farazmand und zwei Polizisten, die Sabzian verhaften sollen, mit einem Taxi zum Tatort, dem Haus der Familie Ahankhah, fahren. Farazmand spricht voller Enthusiasmus über die Reportage, die er im Stil der italienischen Journalistin Oriana Fallaci über den Fall schreiben will. Bei dem Taxifahrer, einem ehemaligen Düsenjägerpiloten, der den Journalisten zunächst für einen Polizisten hält, stößt seine Redseligkeit nur auf mäßiges Interesse. Nachdem sie sich bei mehreren Passanten zum Haus durchgefragt haben, geht anfangs nur Farazmand ins Haus der Ahkankhah, um zu vermeiden, dass Sabzian Verdacht schöpft. Der Taxifahrer fragt die Polizisten, ob sie keinen Einsatzwagen hätten, was diese von sich weisen, ohne weiter darauf einzugehen. Erst als Herr Ahankhah vor die Tür tritt, steigen die Polizisten aus dem Wagen und betreten das Haus. Der Taxifahrer ist nun alleine, sammelt auf der Straße Blumen aus einem Haufen Müll, tritt nach einer Spraydose, die dann in einer langen Einstellung von ca. 30 Sekunden scheppernd die Straße herunterrollt. Nach der Verhaftung Sabzians leiht sich Farazmand 200 Toman von Herrn Ahankhah, um das Taxi zu bezahlen und tritt gegen dieselbe Spraydose, als er schließlich in der Nachbarschaft bei seiner verzweifelten Suche nach einem Kassettenrecorder Erfolg hat. Erst später, in einer Rückblende während der Gerichtsverhandlung, wird das eigentlich für die Entwicklung der Handlung zu diesem Zeitpunkt wichtige Geschehen der Festnahme im Inneren des Hauses wiedergegeben. Abgeschlossen wird die Rahmenhandlung durch eine Einstellung, in der gezeigt wird, wie die Zeitung gedruckt wird, in der die Reportage des Journalisten erscheint, während zugleich die Titelsequenz gezeigt wird.
Nach dem ersten Abschnitt, der sich vor allem damit beschäftigt, wie der Journalist sich die Geschichte zu eigen macht, bis sie schließlich im Wochenblatt gedruckt werden kann, wird nun die Perspektive des Filmemachers Kiarostami selbst zum Gegenstand. Nachdem er aus der Zeitung von dem Fall erfahren hat, macht er sich auf die Suche nach Sabzian. Dabei besucht er zunächst die Polizisten in einer Kaserne. Von ihnen erhält Kiarostami schließlich die Adresse der Familie Ahankhah, die er in der nächsten Szene interviewt. Es stellt sich heraus, dass die Familie Ahankhah über die Weise erbittert ist, wie Farazmand sie in der Reportage dargestellt hat, und nun auf eine angemessenere Darstellung hofft. Einer der Söhne, Mehrdad Ahankhah, spricht darüber, dass sie als einfache Leute dargestellt worden seien, die den Betrug nicht durchschaut hätten. Er versucht die schwierige Situation zu erklären, in der er und seine Brüder stecken würden, da sie trotz guter Ausbildung als Ingenieure keine angemessene Arbeit bekommen könnten, sondern Brot verkaufen müssten. Sabzian hätte ihnen Hoffnung gemacht, im künstlerischen Bereich arbeiten zu können. Er sagt Kiarostami, dass Sabzian im Teheraner Qasr-Gefängnis einsitzt, wo Kiarostami ihn nun besucht. Sabzian bittet Kiarostami, einen Film über sein Leiden zu drehen. Kiarostami sagt dies zu und stellt zugleich in Aussicht, seinen Prozess voranzutreiben. In einer weiteren Szene bittet Kiarostami den Richter um Dreherlaubnis bei der Gerichtsverhandlung und um eine Vorverlegung des Verhandlungstermins.
Nachdem Kiarostami die Dreherlaubnis erhalten hat, beginnen die Dreharbeiten im Gerichtssaal. Sabzian wird mit Handschellen in den Gerichtssaal geführt. Kiarostami begrüßt ihn und fragt ihn, ob er sich an das Gespräch im Gefängnis erinnert und weiterhin mit der Aufnahme der Verhandlung einverstanden sei. Sabzian stimmt zu und ergänzt, dass Kiarostami sein „Publikum“ sei. Dieser klärt Sabzian über die beiden Kameras auf, welche die Gerichtsverhandlung aufzeichnen sollen. Während es sich bei der einen um ein Zoomobjektiv handelt, welches das Geschehen aus unterschiedlichen Blickwinkeln verfolgen kann, ist eine weitere mit Close-Up-Einstellung direkt auf Sabzian gerichtet. Kiarostami instruiert Sabzian, sich immer an diese Kamera zu richten, wenn er sich vom Gericht nicht verstanden fühlt.
In einer Rückblende während der Aussagen der Belastungszeugen aus der Familie Ahankhah wird die Geschichte nun von Anfang an aufgerollt. Mahrokh Ahankhah, eine ältere Dame, trifft in einem Bus auf den arbeitslosen Drucker Hossein Sabzian, der in dem Drehbuch zu Der Fahrradfahrer des berühmten iranischen Filmregisseurs Mohsen Makhmalbaf liest. Sie kommen darüber ins Gespräch. Sabzian gibt sich dabei als Mohsen Makhmalbaf aus und Frau Ahankhah erzählt von der Begeisterung ihrer Söhne für das Kino, insbesondere für Makhmalbafs Filme. Bevor Sabzian den Bus verlässt, gibt Frau Ahankhah ihm ihre Adresse.
Sabzian besucht daraufhin die Familie Ahankhah und besichtigt die Räume ihres Hauses, da er nach eigener Aussage dort einen Film drehen will. Bei weiteren Treffen beginnt er mit den beiden erwachsenen Söhnen für diesen Film zu proben. Er geht gemeinsam mit der Familie in einen Film von Makhmalbaf und leiht sich 1900 Toman für eine Taxifahrt und für ein Geschenk, das der getrennt lebende Sabzian seinem Sohn machen will.

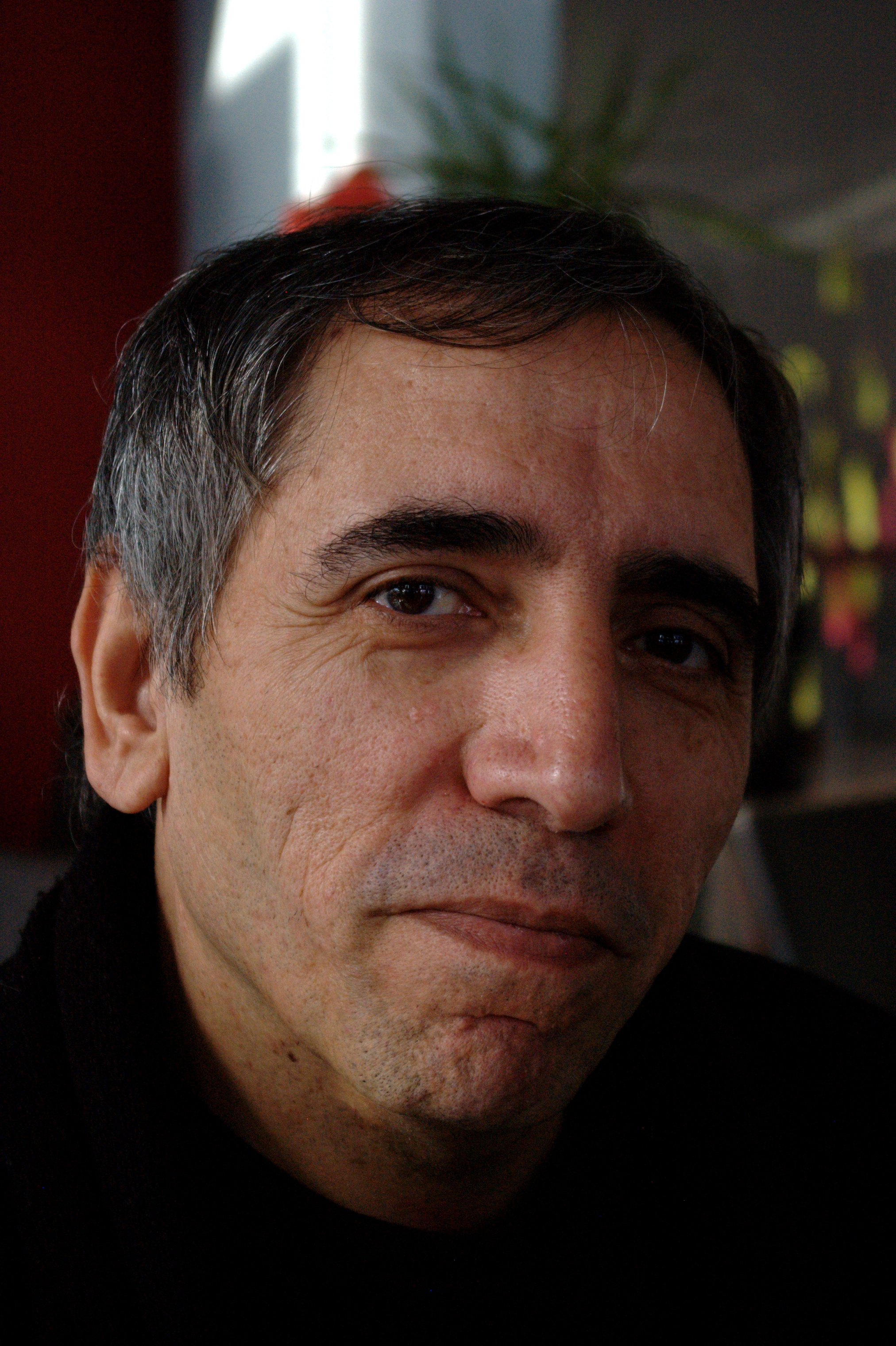
Der „echte“ Mohsen Makhmalbaf auf dem Internationalen Festival des asiatischen Films in Vesoul 2009

Die Familie schöpft jedoch Verdacht, da Sabzian über eine aktuelle Preisverleihung an Makhmalbaf nicht informiert ist. Bei seinem nächsten Besuch wird Sabzian von der Polizei verhaftet. Hier schließt die Rückblende an den Vorspann an, in dem die  Polizisten sind gemeinsam mit dem Journalisten Hossain Farazmand in einem Taxi zum Haus der Familie gefahren sind. Allerdings zeigt die Kamera dasselbe Geschehen nun aus anderer Perspektive, nämlich aus dem Haus der Familie Ahankhah.
Bei der Gerichtsverhandlung wird Sabzian vorgeworfen, dass er die Familie Ahankhah betrügen wollte oder sogar einen Einbruch in ihr Haus geplant hat. Sabzian, der den Betrug bereits gestanden hatte, stellt sich auf den Standpunkt, dass es ihm um die Kunst ging. Außerdem habe er den Respekt, der ihm als Regisseur entgegengebracht wurde, genossen. Er gelobt Besserung und schließlich vergeben ihm die betroffenen Mitglieder der Familie Ahankhah.
Nach seiner Entlassung aus dem Gefängnis wird Sabzian mit einem Motorrad von Mohsen Makhmalbaf abgeholt. Er bringt den zu Tränen gerührten Sabzian zur Familie Ahankhah, wo er als Zeichen der Sühne einen Blumenstrauß übergibt.

## Formale und inhaltliche Interpretation

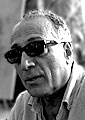
Abbas Kiarostami

Close-Up wird als der „vielleicht komplexeste Film Kiarostamis“ angesehen, der hinter der scheinbaren Einfachheit und Zweckmäßigkeit der Darstellung eine luzide Meditation über Erscheinung und Wirklichkeit verberge.
Abbas Kiarostami gibt bei der Darstellung des Geschehens die Handlung nicht direkt und chronologisch wieder, sondern arbeitet mit Rückblenden, unerwarteten Verzögerungen und Perspektivwechseln. So werden die Erwartungen des Filmzuschauers enttäuscht, als die Kamera bei der Verhaftung Sabzians zunächst draußen auf der Straße bleibt und den dort wartenden Taxifahrer filmt.
Wie andere Filme von Kiarostami ist auch Close-Up insofern selbstreflexiv, als er das Filmemachen thematisiert. Kiarostami beschäftigt sich in dem Film nicht nur inhaltlich, sondern auch formal mit der Rolle des Regisseurs. In einem Interview hat Kiarostami die beiden Kameras während der Gerichtsverhandlung als eine Art Begegnung zwischen Recht und Kunst beschrieben. Demnach ruhe die Filmtechnik auf diesen beiden Kameras, der einen, die das Gericht und den Prozess in juristischen Begriffen zeigt und die Kamera der Kunst, die auf geduldige Weise den Motiven und Leiden des Menschen Sabzian nachspürt.
Die Technik des Filmemachens wird dem Zuschauer auch am Ende des Films ins Bewusstsein gerufen, als das Mikrofon während der Motorradfahrt von Sabzian und Makhmalbaf einen Wackelkontakt hat, so dass ihr Gespräch nur bruchstückhaft zu verstehen ist. Durch die Auslassung wichtiger Handlungselemente sowie durch die fragmentarische und facettenreiche Erzählweise versucht Kiarostami den Zuschauer „in ein Kollektiv der Erzählung“ einzubinden.
Mit seiner Mischung aus dokumentarischen und fiktiven Elementen erkundet Kiarostami in Close-Up die oft brüchige Grenze zwischen Darstellung und Wirklichkeit. Zum großen Teil sind die Szenen des Films von den Akteuren der tatsächlichen Begebenheit nach Art eines Reenactment nachgestellt worden. In einem Interview sagte Kiarostami dazu: „Als ich Close-Up am letzten Abend sah, konnte ich mich nicht mehr erinnern, welche Sätze ich den Schauspielern vorgab und welche von ihnen kamen und ich mag das. Ich denke das Ideal ist, dass beide Seiten eine geschlossene Einheit bilden.“
Nach einer Rezension im Rahmen der „Top 100“-Filmliste der „Arts & Faith“-Website bietet das Dokudrama eine Nahaufnahme („a close-up look“) auf das Ringen um Reue und Vergebung und eine Reflexion über die Selbstdarstellung und die Auswirkungen des Kinos auf unser Leben. Ein Thema des Films sei dabei der wechselseitige Zusammenhang zwischen Betrug und der Bereitschaft, sich Illusionen hinzugeben. Der US-amerikanische Literaturkritiker Norman N. Holland bemerkt in dem Film den starken Drang der Protagonisten, ihrem idealen Selbstbild nachzugehen, das häufig von der Realität abweicht. Gebrochen werde diese Getriebenheit durch „nicht-ereignishafte Momente“ und Verzögerungen des Handlungsablaufs in der filmischen Darstellung.
Als Kiarostami in der Wochenzeitung über die Geschichte von Hossein Sabzian las, war er gerade bei Vorbereitungen für ein anderes Filmprojekt, das er jedoch nach einer Rücksprache mit seinen Auftraggebern vom Institut für die intellektuelle Entwicklung von Kindern und jungen Erwachsenen (Kanoon) in Teheran, zugunsten von Close-Up aufgab. Auch dieser Film wurde dann von Ali-Reza Zarrin von Kanoon produziert.

## Veröffentlichung und Preise
Der Film wurde 1990 im Iran und Kanada sowie am 30. Oktober 1991 in Frankreich veröffentlicht. In den USA wurde er erst ab Ende 1999 gezeigt. Als DVD erschien er 2010 bei The Criterion Collection.
- Spezialpreis der Jury beim 8. Fajr International Film Festival, Teheran 1990
- Silver R beim 3. Internationalen Film-Festival in Rimini, Italien 1990
- Preis der Quebec Critics Association beim 19. Internationalen Festival of New Cinema & Video in Montreal, Kanada 1990
- Mehrere Preise beim 5. Internationalen Film-Festival in Dunkerque, Frankreich 1991
- FIPRESCI-Preis beim 11. Internationalen Film-Festival in Istanbul, Türkei 1992

In Deutschland wurde der Film erstmals am 20. Juni 1993 auf Arte gezeigt.

## Rezeption
Close-Up wurde von den Cahiers du cinéma zum fünften der zehn besten Filme von 1991 gewählt. Obgleich Close-Up von vielen Filmkritikern und insbesondere anderen Filmregisseuren, wie zum Beispiel Werner Herzog, gelobt wurde, hatte er einen nur bescheidenen Publikumserfolg. Dieser Widerspruch wurde von Nanni Moretti im Kurzfilm Il Giorno della Prima di Close Up (1996) thematisiert, der den Tag dokumentiert, an dem Close-Up in Italien anläuft und Nanni Moretti als Inhaber eines unabhängigen Kinos vergeblich nach Zuschauern sucht.

„Eine komplexe Annäherung an soziale und menschliche Wertvorstellungen, geprägt von der vielschichtigen, auch humorvollen Auseinandersetzung mit dem Begriff Wirklichkeit“